# Azawak (Mali)
Pour les articles homonymes, voir Azawak.
Azawak est une commune rurale du Mali de l'arrondissement de In Chinanane, dans le cercle de Andéramboukane et la région de Ménaka. La commune a pour chef-lieu la localité de Inchinanane.

## Géographie
La localité de Inchinanane ou In Chinnana est située sur l'Azawagh affluent fossile du fleuve Niger, au nord-est du chef-lieu de cercle Andéramboukane.

## Histoire
La commune est créée en 2018.

## Villages et fractions
La commune est composée de 7 localités, dont 6 villages :
- Inchinanane
- Taguiribat
- Sounatane
- Intakoreite
- Alhadj Moussa
- Intagoyite

et une fraction :
- Tabaho